# 요제프 로히냐
요제프 로히냐(슬로바키아어: Jozef Lohyňa, 1963년 4월 13일~)는 슬로바키아의 전직 레슬링 선수이다. 1988년 하계 올림픽 자유형 미들급에서 동메달을 획득했으며 세계 선수권 대회에서 금메달 1개, 은메달 1개, 동메달 1개, 유럽 선수권 대회에서 은메달 1개, 동메달 4개를 획득했다.